# رس پابلیکا
رِس پابلیکا (به لاتین: res publica) (برای نشان دادن طول حروف صدادار، به شکل rēs pūblica نگاشته می‌شود) یک اصطلاح لاتینی بوده که تقریباً به معنی «امور مردم» می‌باشد. این اصطلاح ریشه واژه «republic» بوده و واژه «مشترک‌المنافع» به صورت سنتی به عنوان مترادف آن به کار رفته‌است، با وجود آنکه ترجمه این دو واژه از نظر محتوا بسیار فرق دارد. «رِس – res» حالت فاعلی اسم مفرد لاتین برای یک جسم عینی است. در مقابل «spes» به معنی یک جسم غیر حقیقی یا روحانی به‌کار می‌رود. و «پابلیکا» یک صفت وصفی به معنی «منوط با مردم». ازین‌رو ترجمه تحت اللفظی آن «امور عامه» یا «امور مردم» است.

## در روم باستان

### مالکیت عامه
رس پابلیکا معمولاً چیزی است که میان عدهٔ از مردم مشترک باشد. به‌طور مثال یک پارک یا باغ در شهر روم یا «ملک خصوصی» بوده یا تحت مدیریت دولت می‌بود که در آن صورت بخشی از رس پابلیکا شناخته می‌شد.

### دولت یا مشترک المنافع
اگر تمام مواردی که منوط به منافع عامه است را یک‌جا کنیم، ما را به صورت ضمنی به «رِس پابلیکا» هدایت می‌کند که در کل معادل «دولت» است. برای رومی‌ها، دولت معادل امپراطوری روم و تمام منافع آن بود، بنابراین Res Publica می‌تواند به تمام امپراطوری روم گفته شود، صرف نظر از این که نوع نظام آن‌جا جمهوری بود یا امپراطوری. در این بستر، پژوهشگران پیشنهاد می‌کنند که اصطلاح مشترک‌المنافع ترجمه دقیق‌تر و بی‌طرف تر اصطلاح لاتینی است چون این واژه نه به حاکمیت جمهوری دلالت می‌کند و نه امپراطوری، بلکه این‌جا به معنی کلیت دولت است. از سوی دیگر، حتی در حالاتی که رس پابلیکا به صورت واضح به امپراطوری روم تحت حاکمیت امپراطوری گفته می‌شود نیز به معنی «جمهوری» ترجمه شده‌است (نقل قول‌های پایین را ببینید).

### جمهوری روم
نویسندگان رومی از اصطلاح رس پابلیکا در محتوای عصری استفاده می‌کنند که روم توسط نظام جمهوری اداره می‌شد: عصری میان پادشاهی روم و امپراطوری روم. بنابراین در این مورد، رس پابلیکا به صورت خاص به امپراطوری روم اشاره نمی‌کند، بلکه به جمهوری روم دلالت دارد.

### امور یا نهادهای عامه
رس پابلیکا هم‌چنین می‌تواند به معنی کلی آن که «امور مردم» یا سیستم کلی دولت یک کشور است نیز استفاده گردد. در این نوع استفاده رس پابلیکا به مفهوم یونانی politeia ترجمه می‌گردد (که اساساً به معنی اداره دولت‌شهر است). هم‌چنین، برای یک سیاست‌مدار رومی که خودش را مصروف رس پابلیکا کرده بوده، ترجمه آن می‌تواند کلی‌تر و به صورت «مشغول به سیاست» ارائه گردد.

### سایر کاربردها
معنی اصطلاح رس پابلیکا در روم باستان، حتی در حالات محدود به مفاهیم «سیاسی»، متنوع و چند لایهٔ بوده و از اصطلاح politeia یونانی به انحاء مختلف (یعنی، معانی متعدد بهم بافته شده‌ای که واژه politeia داشت) فرق داشت. در هر صورت این اصطلاح ترجمه سنتی اصطلاح لاتینی politeia است که اسم مدرن جمهور افلاطون از همین کاربرد می‌آید.
در برخی محتواها، معنی «سیستم اداره کشور» رس پابلیکا، از مفاهیمی هم‌چون «قانون اساسی» مشتق می‌شود، در حالی‌که اگر دقیق تر صحبت کنیم، «قانون اساسی» یک مفهوم مدرن‌تر است. رومی‌های قدیم، زمانی که می‌خواستند در مورد قانون اساسی شان در زمان «جمهوریت» صحبت کنند، به جای رس پابلیکا از اصطلاح «دوازده میز» و در عصر اوایل امپراطوری از اصطلاح «قوانین تغییرناپذیر وضع شده توسط آگوستوس رب‌النوع» استفاده می‌نمودند.
بعد از این‌که امپراطوری روم در غرب فروپاشید، ایدهٔ رس پابلیکا از آن‌جایی که با بربرهای عصر مهاجرت بیگانه بود، ناپدید شد: هر زمانی که گریگوری تور به رس پابلیکا اشاره می‌کند، منظور او امپراطوری شرقی است.

### نقل قول‌ها
نقل‌قول‌های آتی از منابع غیر کپی‌رایتی آورده شده‌اند و با سایر ترجمه‌ها ممکن است فرق داشته باشند، اما تمام آن‌ها جوانب متعدد مفهوم رس پابلیکا در روم باستان را نشان می‌دهند. متون اصلی لاتینی هم‌زمان با ترجمه آورده شده‌است تا نشان دهد که تنها محتوای متن اجازه می‌دهد رس پابلیکا را در هر مورد تعبیر کنیم.
از این مثال‌ها هم‌چنین بر می‌آید که احتمالاً مفهوم رس پابلیکا در امتداد عصر رومی‌ها به صورت تدریجی تغییر یافته‌است: معنی «جمهوری (رومی‌ها)» رس پابلیکا چیزی است که با نگاه به یک زمان بسته در گذشته اتفاق افتاده‌است (بنابراین در زمان سیسرون کمتر آشکار است، کسی که هیچ‌گاهی در مورد عصر امپراطورها نمی‌دانست، و تنها می‌تواند با عصر پادشاهان مقایسه گردد)؛ از سوی دیگر ترجمه مفهوم یونانی «politeia» در اواخر عهد عتیق، در شرف از بین رفتن بوده‌است.

#### سیسرون
De re publica‏ اثر سیسرون، یک اثر علمی قرن اول قبل از میلاد در قالب مکالمات سقراط، رس پابلیکا را موضوع خود قرار داده است. تفاسیر و ترجمه‌های مختلف عنوان اثر یاد شده در مقاله «De re publica» بحث شده و عبارت رس پابلیکا نیز در این اثر چندین بار ذکر شده‌است. نقل قول‌های پایین برآنند تا نشان دهند که در تمام ترجمه‌های اثر سیسرون، باید بسته به زمینه‌ی متن از ترجمه‌های متنوع انگلیسی رس پابلیکا استفاده شود تا متن‌ها قابل فهم گردند. نقل قول‌ها از متن لاتینی «کتابخانه لاتین» (شماره فصل‌ها پس از این متن ذکر گردیده)، از ترجمه «سی.دی. یونگ» از گوتنبرگ (ستون دوم) و ترجمه «فرانسس بارهام» از «کتابخانه آنلاین آزادی» (ستون سوم) گرفته شده‌اند.
هنگامی که سیسرون به مؤلفان یونانی اشاره می‌کند (با اشاره به مفهوم «پولیتیا»):
| (ch. 16) dein Tubero: 'nescio Africane cur ita memoriae proditum sit, Socratem omnem istam disputationem reiecisse, et tantum de vita et de moribus solitum esse quaerere. quem enim auctorem de illo locupletiorem Platone laudare possumus? cuius in libris multis locis ita loquitur Socrates, ut etiam cum de moribus de virtutibus denique de re publica disputet, numeros tamen et geometriam et harmoniam studeat Pythagorae more coniungere.' |  | But, then, my Africanus, replied Tubero, of what credit is the tradition which states that Socrates rejected all these physical investigations, and confined his whole attention to men and manners? For, with respect to him what better authority can we cite than Plato? in many passages of whose works Socrates speaks in such a manner that even when he is discussing morals, and virtues, and even public affairs and politics, he endeavors to interweave, after the fashion of Pythagoras, the doctrines of arithmetic, geometry, and harmonic proportions with them. |  | ”توبیرو پاسخ داد: اما بعد، آفریکانوس من، این سنت که می‌گوید سقراط تمام تحقیقات فیزیکی را رد کرده و همه توجه‌اش را روی آدمیان و اخلاقیات مبذول کرد، چقدر اعتبار دارد؟ زیرا با احترام به او، به چه مرجع بهتری از افلاطون می‌توانیم استناد کنیم؟ کسی که در پاره‌های بسیاری از آثار او سقراط به گونه‌ای صحبت کرده که حتی وقتی از اخلاق، فضیلت‌ها و حتی امور عامه و سیاست بحث می‌کند، تلاش می‌کند تا به شیوه‌ی فیثاغورث، دکترین‌های حساب، هندسه و تناسب‌های هارمونیک را به آن‌ها گره بزند. “ |